# Eremus squamifer
Eremus squamifer är en insektsart som beskrevs av Lucien Chopard 1937. Eremus squamifer ingår i släktet Eremus och familjen Gryllacrididae. Inga underarter finns listade i Catalogue of Life.